# Daniëlle Boadi
Daniëlle Boadi (12 mei 2000) is een Nederlands korfbalster. Ze speelt op het hoogste niveau korfbal namelijk in de Korfbal League bij DVO. Daarnaast won zij in 2021 de prijs van Beste korfbalster onder 21 jaar.

## Spelerscarrière

### Begin
Boadi begon met korfbal bij Reehorst '45, een club uit Ede. Al op jonge leeftijd maakte zij de overstap naar het grotere DVO, op 10-jarige leeftijd.

### DVO
In 2010 sloot Boadi zich aan bij DVO om hier verder de jeugdteams te doorlopen. In 2018, op 18-jarige leeftijd, werd Boadi toegevoegd aan de seniorenselectie bij DVO. 
In haar eerste seizoen kreeg Boadi onder coach Richard van Vloten haar eerste minuten in de Korfbal League. Ze groeide in dit seizoen uit tot een van de basisspeelsters van de club.
In dit seizoen, 2018-2019 had DVO het lastig. De club was zojuist Fleur Hoek en Marijn van den Goorbergh kwijtgeraakt aan andere teams en de ploeg moest op zoek naar een nieuwe richting.
Uiteindelijk werd DVO na 18 speelrondes achtste, waardoor het zichzelf handhaafde in de Korfbal League.
In het seizoen erna, 2019-2020, deed DVO goede zaken. In de zaal stond de ploeg na 17 speelrondes op een zesde plek. Weliswaar net te weinig voor een play-off plek, maar er was een beter resultaat geboekt dan het vorige seizoen.
Vanwege de coronapandemie werd dit seizoen echter niet meer volledig uitgespeeld.
Het seizoen erna, 2020-2021 was ook weer een seizoen dat beïnvloed werd door de coronamaatregelen. In de Korfbal League was er een andere opzet dan normaal en er werden minder wedstrijden gespeeld.
DVO werd in poule B vierde, wat net voldoende was voor de play-offs. In de play-off serie stond DVO tegen titelfavoriet PKC. In de best-of-3 serie verloor DVO in twee wedstrijden. De veldcompetitie werd dit seizoen niet meer verder uitgespeeld.
Wel was er individueel succes voor Boadi. Aangezien zij belangrijk was geweest in de groei van DVO werd zij beloond met de individuele prijs van Beste korfbalster onder 21 jaar.
Seizoen 2021-2022 werd het jaar van de echte doorbraak van DVO. DVO werd in de zaal tweede in eerste poulefase en plaatste zich vrij gemakkelijk voor de kampioenspoule.
Vanuit de kampioenspoule speelde DVO zich ook snel naar een play-off plek. Dit was een mijlpaal voor de clubhistorie, want voor de eerste keer in de geschiedenis (dat de Korfbal League play-offs speelt met 4 teams) dat DVO zich plaatste voor de play-offs. In de best-of-3 play-off serie was PKC de tegenstander. DVO verloor de serie in 2 wedstrijden.
Seizoen 2022-2023 was een belangrijk seizoen voor DVO. Zo stond de ploeg na 18 competitieduels op de derde plek met 25 punten. Hierdoor plaatste de ploeg zich voor de play-offs, waarin het uit kwam tegen regerend zaalkampioen Fortuna. In de best-of-3 serie won Fortuna de eerste wedstrijd overtuigend met 29-19, maar DVO wist zich op tijd te herpakken. Zo won DVO de tweede en derde (beslissende) wedstrijd en plaatste zich zodoende voor de eerste keer in de clubgeschiedenis voor de Nederlandse zaalfinale. In deze eindstrijd die in Ahoy werd gespeeld was PKC de tegenstander. Uiteindelijk won PKC de zaalfinale met duidelijke cijfers, 33-20. DVO moest genoegen nemen met de tweede plaats.
Iets later, in de veldcompetitie, deed DVO ook goede zaken. Na de reguliere competitie stond de ploeg op de 2e plaats in de Ereklasse B. Hierdoor plaatste DVO zich voor de kruisfinale. In deze wedstrijd trof DVO dezelfde tegenstander als in de playoffs in de zaal, namelijk Fortuna. In deze kruisfinale won Fortuna met 21-18, waardoor DVO zich niet plaatste voor de veldfinale.
In seizoen 2023-2024 deed DVO wederom goede zaken. In de zaalcompetitie stond DVO na de reguliere competitie met 27 punten op de 3e plek. Hierdoor plaatste de ploeg zich voor de play-offs. In de best-of-3 serie moest DVO uitkomen tegen LDODK. In de best-of-3 serie won DVO in 2 wedstrijden en plaatste zich zodoende voor het tweede jaar op rij voor de zaalfinale in Ahoy. En net als vorig jaar was PKC de tegenstander in de finale. Anders dan de finale van 2023 gaf DVO de gehele wedstrijd een strijd, maar uiteindelijk won PKC de finale met 23-21.
Iets later, in de veldcompetitie van 2023-2024 deed DVO ook weer goede zaken. Na de competitie stond het gelijk qua punten met Koog Zaandijk met 10 punten in poule 2. Echter, op basis van onderling restultaat werd DVO 1e in de poule. Hierdoor stootte DVO door naar de kruisfinale. In deze kruisfinale won DVO met 23-18 van DOS'46, waardoor DVO zich voor de veldfinale wist te plaatsen. Tegenstander was Fortuna. DVO speelde een sterke finale en won met 20-13, waardoor het Nederlands veldkampioen werd. Dit was de eerste nationale titel voor DVO in de clubhistorie.
Voor Seizoen 2024-2025 begon DVO met hoge verwachtingen. Vorig seizoen stonden ze in de zaalfinale en werden ze Nederlands veldkampioen en daarnaast waren zij weinig belangrijke spelers verloren. In het zaalseizoen was DVO dan ook oppermachtig. Uiteindelijk sloot DVO het zaalseizoen af op de 1e plaats, wat voor de club nog niet eerder was gebeurd. Hierdoor ging DVO als favoriet de play-offs in. In de best-of-3 serie trof DVO het Papendrechtse PKC. Helaas voor DVO verloren ze de serie in 2 wedstrijden, waardoor het zaalseizoen strandde in de play-offs.
Iets later, in de veldcompetitie, werd de ploeg 1e in de Ereklasse poule B. Hierdoor plaatste DVO zich voor de kruisfinale tegen DOS'46. In deze kruisfinale won DOS'46 met 21-19 waardoor DVO onttroond was als Nederlands veldkampioen. Na het seizoen nam de ploeg afscheid van coach Richard van Vloten.

## Erelijst
- Nederlands kampioen veldkorfbal, 1x (2024)
- Beste korfbalster onder 21 jaar, 1x (2021)
- Beste Korfbalster van het Jaar, 1x (2024)

## Oranje
Boadi werd in de junioren geselecteerd voor Jong Oranje. Eind 2020 werd Boadi onder bondscoach Jan Niebeek tijdelijk toegevoegd aan de selectie van het grote Nederlands korfbalteam.
Boadi won een gouden medaille op de volgende internationale toernooien:
- EK 2024